# Craig (Alaska)
Craig es una ciudad situada en el área censal de Príncipe de Gales–Hyder en el estado estadounidense de Alaska. Según el censo de 2010 tenía una población de 1201 habitantes.

## Demografía
Según el censo de 2010, Craig tenía una población en la que el 65,0% eran blancos, 0,3% afroamericanos, 20,0% amerindios, 0,7% asiáticos, 0,2% isleños del Pacífico, el 0,4% de otras razas, y el 13,3% pertenecían a dos o más razas. Del total de la población el 3,2% eran hispanos o latinos de cualquier raza.

## Localidades adyacentes
El siguiente diagrama muestra a las localidades más próximas a Craig.